# بوب بومان
بوب بومان (بالإنجليزية: Bob Bowman)‏ هو مدرب رياضي أمريكي، ولد في 6 أبريل 1964 في كولومبيا في الولايات المتحدة.